# كوركانلي (جرجر)
كوركانلي (بالكردية: Pêşwal‏) (بالتركية: Gürgenli)‏ هي قرية كرديّة تتبع إداريّاً لمديرية جرجر في محافظة أديامان التركية، بلغ عدد سكانها 515 نسمة في عام 2021.